# Zelene, Novotroiițke
Zelene (în ucraineană Зелене) este localitatea de reședință a comunei Zelene din raionul Novotroiițke, regiunea Herson, Ucraina.

## Demografie
Componența lingvistică a localității Zelene
     Ucraineană (94,64%)
     Rusă (5,36%)
Conform recensământului din 2001, majoritatea populației localității Zelene era vorbitoare de ucraineană (94,64%), existând în minoritate și vorbitori de rusă (5,36%).